# Anastasia Ivanovna Proshkina-Lavrenko
Anastasia Ivanovna Proshkina(ou Proschkina)-Lavrenko  est une botaniste soviétique née à Vovtchansk (dans l'ex-Empire russe) le 16 octobre 1891 et décédée le 16 juillet 1977. Elle a étudié les algues microscopiques, en particulier les diatomées, et a contribué à de très nombreux articles scientifiques.

## Hommage
Le genre d'algues Proschkinia, qui donne son nom à la famille des Proschkiniaceae, fut donné en son honneur.